# Focke-Wulf-Volksjäger
Der Focke-Wulf-Volksjäger war ein Entwurf für ein einsitziges, einstrahliges Jagdflugzeug des deutschen Herstellers Focke-Wulf aus dem Jahr 1944.

## Geschichte
Der Flugzeugentwurf entstand aufgrund von Vorgaben des Reichsluftfahrtministeriums (RLM) vom 7./8. September 1944 für ein als „Kleinstjäger“ bezeichnetes leichtes, einfach gebautes Jagdflugzeug. Im Propagandajargon der Zeit wurde das Programm schließlich „Volksjäger“ genannt. Aufgrund dieser Anforderung entstanden Flugzeugentwürfe bei Arado (E.580), Blohm&Voss (P 210 und P 211), Fieseler, Focke-Wulf, Junkers (EF 123 (oder EF 124?)), Heinkel (He 162) und Siebel. Messerschmitt reichte trotz Aufforderung keinen Entwurf ein. Obwohl der Entwurf P 211 von Blohm & Voss am besten beurteilt wurde, wurde die Heinkel He 162 für eine Serienproduktion ausgewählt.
Der Technische Direktor bei Focke-Wulf, Kurt Tank, lehnte das Volksjägerkonzept ab. Er glaubte, dass der Volksjäger zum Zeitpunkt des Erscheinens an der Front einem alliierten strahlgetriebenen Jagdflugzeug sicher unterlegen sein würde. Er führte dafür drei Gründe an, wobei neben dem zu schwachen BMW-Triebwerk auch die geringen Ausbaumöglichkeiten bei Bewaffnung und Panzerung genannt wurden. Das vorgelegte Focke-Wulf-Konzept basierte auf einer vereinfachten Version des Focke-Wulf Flitzers und wurde deshalb anfangs in den Ausschreibungsunterlagen auch als „Volksflitzer“ bezeichnet. Der Name „Volksflugzeug“ ist ebenfalls belegt. Die Berechnungen zu dem Entwurf wurden am 15. September 1944 vorgelegt.
Das Konzept wurde nicht weiter verfolgt.

## Konstruktion
Das Konzept sah einen Schulterdecker mit entweder positiv gepfeilten Tragflächen oder Flächen mit gerade Vorder- und negativ gepfeilter Hinterkante vor. Gegenüber dem Flitzer-Entwurf mit einem Heinkel-HeS011-Triebwerk und Tragflächeneinlässen, hatte der Volksjäger den Lufteinlass im Bug. Dahinter sollte ein BMW-003A-1-Triebwerk installiert werden. Die Luft trat unter dem Heck aus, darüber verlief der Leitwerksträger mit einem T-Leitwerk. Der Flitzer sollte dagegen einen Doppelleitwerksträger erhalten. Das Bugradfahrwerk war einziehbar. Das einsitzige Cockpit bot gute Sicht und saß im vorderen Teil des Rumpfes. Die Bewaffnung sollte aus zwei MK 108 im Kaliber 30 mm im Rumpfbug rechts und links neben dem Triebwerkseinlauf bestehen.

## Technische Daten
| Kenngröße                   | Daten                                                      |
| --------------------------- | ---------------------------------------------------------- |
| Besatzung                   | 1                                                          |
| Länge                       | 8,80 m                                                     |
| Spannweite                  | 7,50 m                                                     |
| Höhe                        | 2,85 m                                                     |
| Flügelfläche                | 13,5 m²                                                    |
| Flügelstreckung             | 4,2                                                        |
| Pfeilung                    | 35°                                                        |
| Startmasse                  | 3.050 kg mit gepfeilter Fläche 2.900 kg mit gerader Fläche |
| Flächenbelastung            | max. 226 kg/m²                                             |
| Triebwerk                   | 1 × BMW 003A-1                                             |
| Startstrecke                | 1000 m                                                     |
| Höchstgeschwindigkeit       | 820 km/h in 6.000 m Höhe                                   |
| Anfangssteiggeschwindigkeit | 14,5 m/s                                                   |
| Flugdauer                   | 30 min auf Meereshöhe 42 min in 10.000 m Höhe              |
| Bewaffnung                  | 2 × MK 108, 30 mm                                          |